# 威利·墨尔特
威利·墨尔特（Willy Merté，1889年1月9日—1948年5月16日），德国光学设计家。1889年生于德国德累斯顿。1912年获得耶拿大字博士学位。次年受聘于德国蔡司公司为光学设计师。威利·墨尔特的贡献包括：
- 和 恩斯特·万德斯莱布一起：
  - 于1925年，设计成功六片三组 孔径  f/2.8 的比歐天塞镜头（Biotessar）。
  - 于1930年利用含稀土元素镧的光学玻璃设计出应用广泛的孔径 f/3.5 和 f/2.8 的 四片三组 天塞镜头。
- 1927 年设计成功六片三组的 35mm 照相机用的高质素大孔径 50mm/2 比歐塔镜头(Biotar)[1]和16mm 电影摄影机用的 25mm/1.4 比噢塔镜头。